# Betacam SX
Le Betacam SX est un format vidéo numérique sur bande 1/2 pouce commercialisé par Sony en 1996 et destiné à remplacer le format analogique Betacam SP (1986).
Il ne présente aucune avancée technologique par rapport au Betacam numérique (1993) dont c'est avant tout une alternative moins coûteuse mais toujours compatible avec les cassettes Betacam SP.

## Présentation
Il conserve la structure d'échantillonnage 4:2:2 du signal vidéo et met en œuvre un algorithme de réduction de débit basé sur le MPEG-2 422. C'est le seul format numérique qui exploite la redondance temporelle entre les images, par groupes de deux (images I et B). L'efficacité de la compression étant ainsi accrue par rapport à un algorithme « tout intra », le facteur de réduction de débit a pu être élevé à 10:1. La précision de montage à l'image près est toutefois assurée par un système complexe assurant la conversion d'une image bidirectionnelle B en une image monodirectionnelle P (en avant ou en arrière), à chaque fois que nécessaire aux points d'édition.

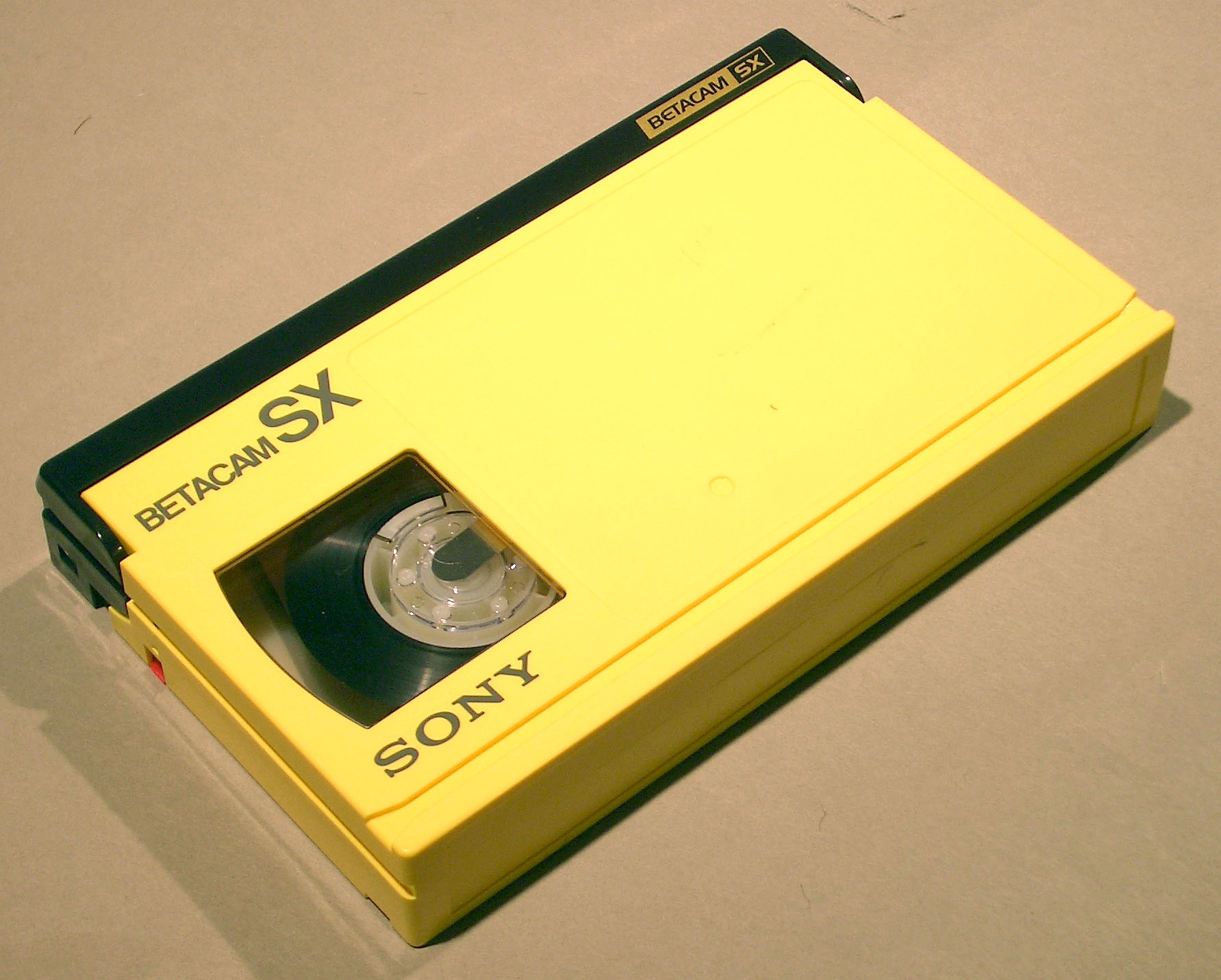
Cassette Betacam SX

Le débit vidéo est de 18 Mbit/s, contre les 90 Mbit/s du Betacam numérique, mais le débit total enregistré atteint 40 Mbit/s. La durée maximale d’enregistrement est ainsi portée à 194 minutes. Le Betacam SX est un format dit « non tracking », parce que dépourvu de tout circuit de suivi dynamique de pistes : deux têtes décalées sur le tambour créent un faisceau de lecture suffisamment large pour couvrir toute la piste parcourue, même lorsque celle-ci n'est pas parfaitement rectiligne. Ce procédé ingénieux permet en outre d'assurer une lecture à vitesse variable sur une plage de -1/+1 en s'accommodant des changements de l'angle d'inclinaison relative des pistes.
Le Betacam SX traite quatre pistes audio 48 kHz/16 bits et est compatible en lecture avec les cassettes Betacam/Betacam SP. Les durées d'enregistrement en SX sont typiquement deux fois plus élevées qu'en Betacam analogique, la bande défilant deux fois moins rapidement.
Les cassettes Betacam SX se distinguent par sa couleur jaune. Elles sont distribuées dans les mêmes modèles S (62 minutes) et L (194 minutes) que les autres formats Beta.